# Ever Dream
Ever Dream – siódmy singel grupy Nightwish. Utwór promował płytę Century Child.

## Lista utworów
1. "Ever Dream"
2. "The Phantom of the Opera"
3. "The Wayfarer"